# Халан (Амурская область)
Хала́н — станция (населённый пункт) в Сковородинском районе Амурской области России. Входит в городское поселение Рабочий посёлок (пгт) Уруша.

## География
Станция Халан расположена на Транссибе в 94 км к западу от районного центра, города Сковородино, и в 27 км от центра городского поселения, пгт Уруша. Автодорога Чита — Хабаровск проходит в 1,5 км южнее населённого пункта.

## История
Ж.д.станция основана в 1910 г. при строительстве Западно-Амурского участка Транссибирской ж.д.магистрали.

## Топонимика
Название эвенкийского происхождения от слова «hалан, алан, салан, hалани» со значением «развилина» (два дерева, растущих от одного корня), «разветвление», «развилка» (на конце ветки, сучка), ответвление (дерева). Часто в тайге можно увидеть растущих два дерева из одного корня. Видимо, и эвенки, встретив данное явление, окрестили водоток или окружающую местность таким названием.

## Население
| 2002 | 2010 | 2012 | 2013 | 2014 | 2015 | 2016 |
| ---- | ---- | ---- | ---- | ---- | ---- | ---- |
| 20   | ↘0   | →0   | →0   | →0   | →0   | →0   |
| 2017 | 2018 | 2021 |      |      |      |      |
| →0   | →0   | →0   |      |      |      |      |

## Инфраструктура
- Станция Халан на Транссибе (Забайкальская железная дорога).